# Claudia Wurzel
Claudia Wurzel (Marburgo, RFA, 1 de mayo de 1987) es una deportista italiana que compitió en remo. Ganó tres medallas en el Campeonato Europeo de Remo entre los años 2010 y 2012.

## Palmarés internacional
| Campeonato Europeo | Campeonato Europeo          | Campeonato Europeo | Campeonato Europeo |
| Año                | Lugar                       | Medalla            | Prueba             |
| ------------------ | --------------------------- | ------------------ | ------------------ |
| 2010               | Montemor-o-Velho (Portugal) | Medalla de plata   | Cuatro sin timonel |
| 2011               | Plovdiv (Bulgaria)          | Medalla de bronce  | Dos sin timonel    |
| 2012               | Varese (Italia)             | Medalla de plata   | Ocho con timonel   |